# Alexis Rodríguez (futbolista)
Alexis Rodríguez (Rosario, Argentina, 21 de marzo de 1996) es un futbolista argentino. Juega como delantero y su equipo es Deportivo Cuenca de la Serie A de Ecuador.

## Trayectoria
Nacido en Rosario, Santa Fe, Rodríguez comenzó en el equipo juvenil del club local Newell's Old Boys. Fue ascendido al primer equipo cuando fue suplente, pero no fue utilizado para la victoria en la Primera División Argentina sobre Olimpo el 27 de mayo de 2017.
El debut profesional de Rodríguez llegó el 26 de noviembre de 2017 en una victoria por 3-1 ante River Plate, como sustituto de Brian Sarmiento en el minuto 83. El 5 de mayo de 2018, anotó el primer gol de su carrera en una victoria en casa por 1-0 sobre Defensa y Justicia.

## Vida personal
Es hermano gemelo de Denis Rodríguez y primo de Maxi Rodríguez, ambos compañeros de equipo en Newell's.

## Clubes
Actualizado al último partido disputado el 18 de agosto de 2025.
| Club                 | País          | Año           | Partidos | Goles |
| -------------------- | ------------- | ------------- | -------- | ----- |
| Newell's Old Boys    | Argentina     | 2017-2021     | 66       | 10    |
| Deportivo Municipal  | Perú          | 2021-2022     | 42       | 13    |
| Delfín S. C.         | Ecuador       | 2023          | 31       | 5     |
| F. C. Ararat-Armenia | Armenia       | 2024          | 35       | 9     |
| Deportivo Cuenca     | Ecuador       | 2025-act.     | 17       | 4     |
| Total carrera        | Total carrera | Total carrera | 191      | 41    |

## Palmarés

### Títulos nacionales
| Título          | Club                 | País    | Año  |
| --------------- | -------------------- | ------- | ---- |
| Copa de Armenia | F. C. Ararat-Armenia | Armenia | 2024 |